# Cephalochrysa calopa
Cephalochrysa calopa är en tvåvingeart som först beskrevs av Jacques-Marie-Frangile Bigot 1879.  Cephalochrysa calopa ingår i släktet Cephalochrysa och familjen vapenflugor. Inga underarter finns listade i Catalogue of Life.